# Parafia św. Bartłomieja w Radzikowicach
Parafia świętego Bartłomieja w Radzikowicach – parafia rzymskokatolicka, znajdująca się w diecezji opolskiej, w dekanacie Otmuchów.